# علي حمادة (لاعب كرة مضرب)
علي حمادة هو لاعب كرة مضرب لبناني، ولد في 5 سبتمبر 1974 في ممفيس في الولايات المتحدة.